# Église Notre-Dame de la Visitation de Nalinnes
L'église Notre-Dame de la Visitation est un édifice religieux catholique sis dans le village de Nalinnes-Centre dans le Hainaut en Belgique. Une chapelle en bois du VIIIe siècle est remplacée par une église en pierre au XIe siècle, qui est reconstruite au XVIe et reçoit son appellation de « Notre-Dame-de-la-Visitation » peu après. D'autres travaux sont encore faits au XVIIe (le clocher) et XIXe siècle. L'église est paroissiale.

## Origines
Il semblerait que la première église de Nalinnes fût construite durant le VIIIe siècle par des moines. À ce moment, il s'agit plus d'une chapelle que d'une église à proprement parler[Quoi ?]. Ce bâtiment fait de bois, d'argile et de chaume n'était pas en mesure de durer. Cependant, à force de reconstructions et d'entretien par les moines, il perdurera jusqu'au XIe siècle.
Concernant les moines, il est probable que ce soient ceux de Lobbes qui aient érigé l'église de Nalinnes, en effet, ils étaient propriétaires d'un large territoire à cet endroit.
C'est de cette époque que datent les fondations de l'actuelle église, alors en pierre. Dont subsistent toujours aujourd'hui certains vestiges, à savoir la partie inférieure des murs de la tour du côté de la nef.

## Appellation
La partie « Notre-Dame » du nom de l’église, est en hommage à la Vierge Marie, comme cela était courant à l'époque dans la région.
La partie « de la visitation », fait référence à ce culte célébré dans l'Église catholique depuis le XIIIe siècle. Cependant, historiquement, aucun texte historique ne mentionne cette appellation, se limitant soit à "église Notre-Dame de Nalinnes" ou "Ecclesia Beatae Mariae Virginis".
Aux alentours de l'an 1685, les religieux occupant le couvent des Brigittins de Nalinnes abandonnèrent, pour une raison inconnue, leurs bâtiments de Nalinnes. La statue de Notre-Dame de Bon Secours, qu'ils possédaient est alors transférée dans l'église de Nalinnes. La célébration de Notre-Dame de Bon Secours a lieu le 2 juillet.
Le 3 septembre 1698, l'archidiacre du diocèse rend visite à la paroisse de Nalinnes, à la suite de quoi il rédige un rapport lequel fait mention pour la première fois de l'église Notre-Dame-de-la-Visitation, en latin. La seconde fois où il est fait mention de cette appellation, c'est à la fin du XVIIIe siècle, dans les actes rédigés par le curé Waltère Duchesne.

## Reconstruction de l'église (XVIesiècle)
De 1566 à 1591, c'est le curé Robert Leveau qui occupe la cure de Nalinnes. C'est à cette période, en 1587 que l'édifice fut presque totalement rebâti, principalement la nef et le collatéral sud, et ce, dans un style gothique. Une trace de cette reconstruction est visible dans le mur extérieur, côté sud, où se trouve inscrit à deux reprises la date de "1587".

## Travaux duXVIIesiècle

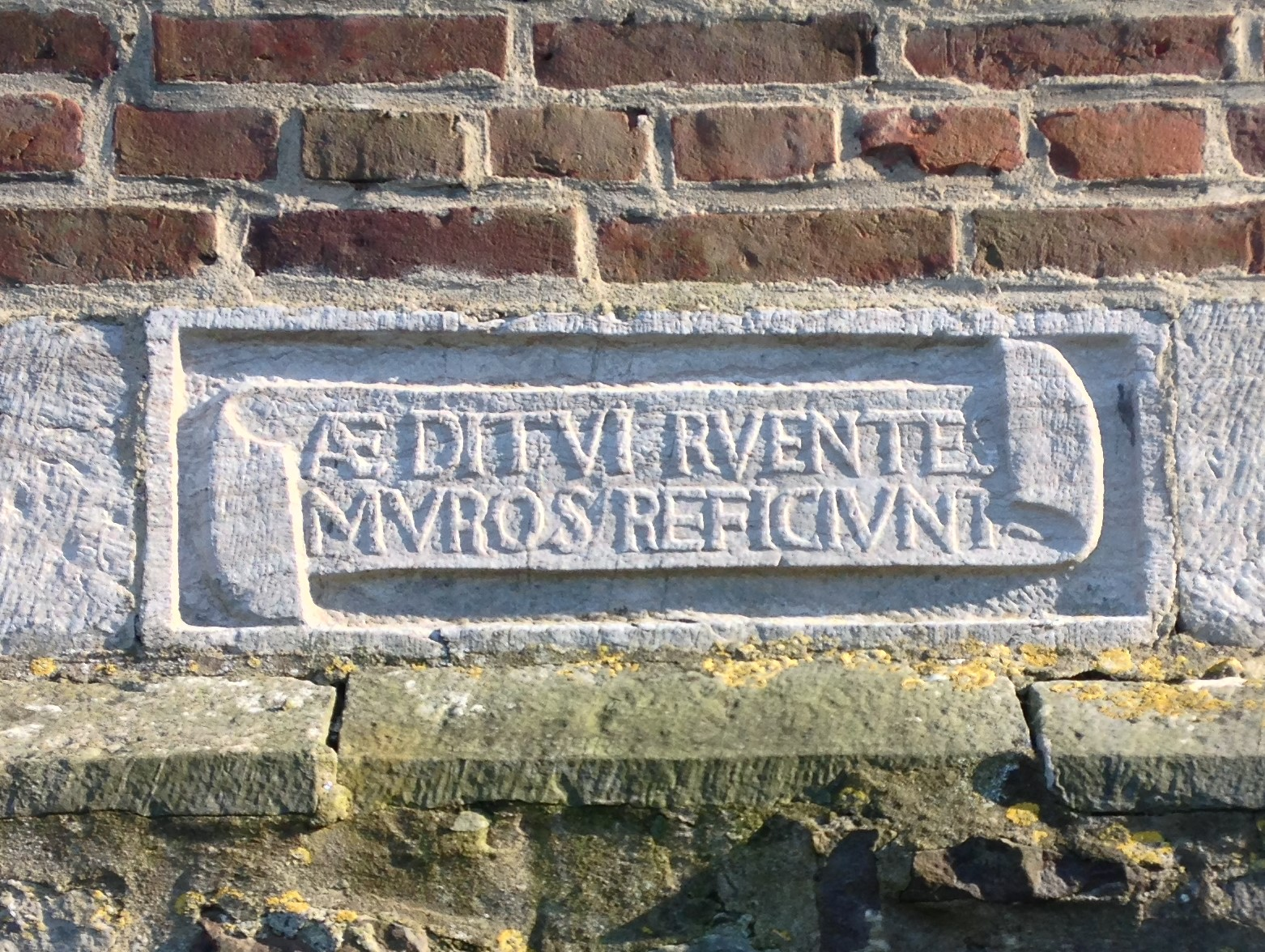
Pierre faisant référence aux travaux de 1624.

De 1598 à 1629, c'est le curé Jean Milot qui occupe la cure de Nalinnes. C'est à cette période qu'ont lieu de nouveaux travaux sur l'église de Nalinnes.
En 1612, les croisillons sont voûtés. En 1617 ce sont les travées du bas-côté méridional qui le sont.
En 1624, c'est le mur du bas-côté nord qui est reconstruit, une pierre présente dans ce mur y fait référence. Elle indique "AEDITVI RVENTES MVROS REFICIVNT". Une seconde pierre fait référence à la fin des travaux survenue en 1625.
La pierre tombale de Jean Milot est intégrée dans le mur situé au bas du clocher de l'église.

## Reconstruction du clocher (XVIIesiècle)
Lors de la visite de l'archidiacre au sein de la paroisse de Nalinnes en 1698, il signale que la tour romane de l'église nécessite une réfection urgente en raison de son mauvais état.
À l'origine l'entretien de l'église était à charge des paroissiens. Cependant, au moment d'effectuer ces travaux, un différend survient entre ceux-ci et le « Chapitre de Saint-Barthelemy » quant à savoir qui doit prendre en charge le coup financier de la réfection. En 1711 la cour de Rome statue sur le dossier, à la suite de quoi les paroissiens doivent assumer la charge des travaux.
C'est 1715 que l'actuel clocher, construit depuis les fondations, remplace l'ancienne tour romane. Les travaux prennent fin en 1716. Plusieurs pierres mentionnent ces travaux au sein de la construction.

## Travaux duXIXesiècle
De 1780 à 1822, c'est le curé Waltère Duchesne qui occupe la cure de Nalinnes. C'est à cette période, en 1804, qu'ont lieu des travaux sur la toiture de l'église. Pour ce faire, les pignons des collatéraux sont supprimés. C'est également à ce moment qu'est bâti le chœur actuel de l'église.

## Restauration de 1954
La construction fut fortement endommagée lors du raid de l'armée allemande du 16 mai 1940 lors de la Seconde Guerre mondiale. Elle fut reconstruite de novembre 1953 à mars 1955, sous la direction de l'architecte Simon Brigode. Ces travaux voient apparaitre la sacristie et une toiture avec plusieurs pignons.

## Cloches de l'église
Trois cloches sont présentes dans le clocher de l'église, elles ont comme noms "Marie de la Visitation, Léonie, Théodore, Arsène", "Elisabeth, Pauline, Julienne, Jeanne" et "Anne, Louise, Hermance, Marcelle, Armande". Elles furent consacrées le 9 mars 1952.

## Galerie

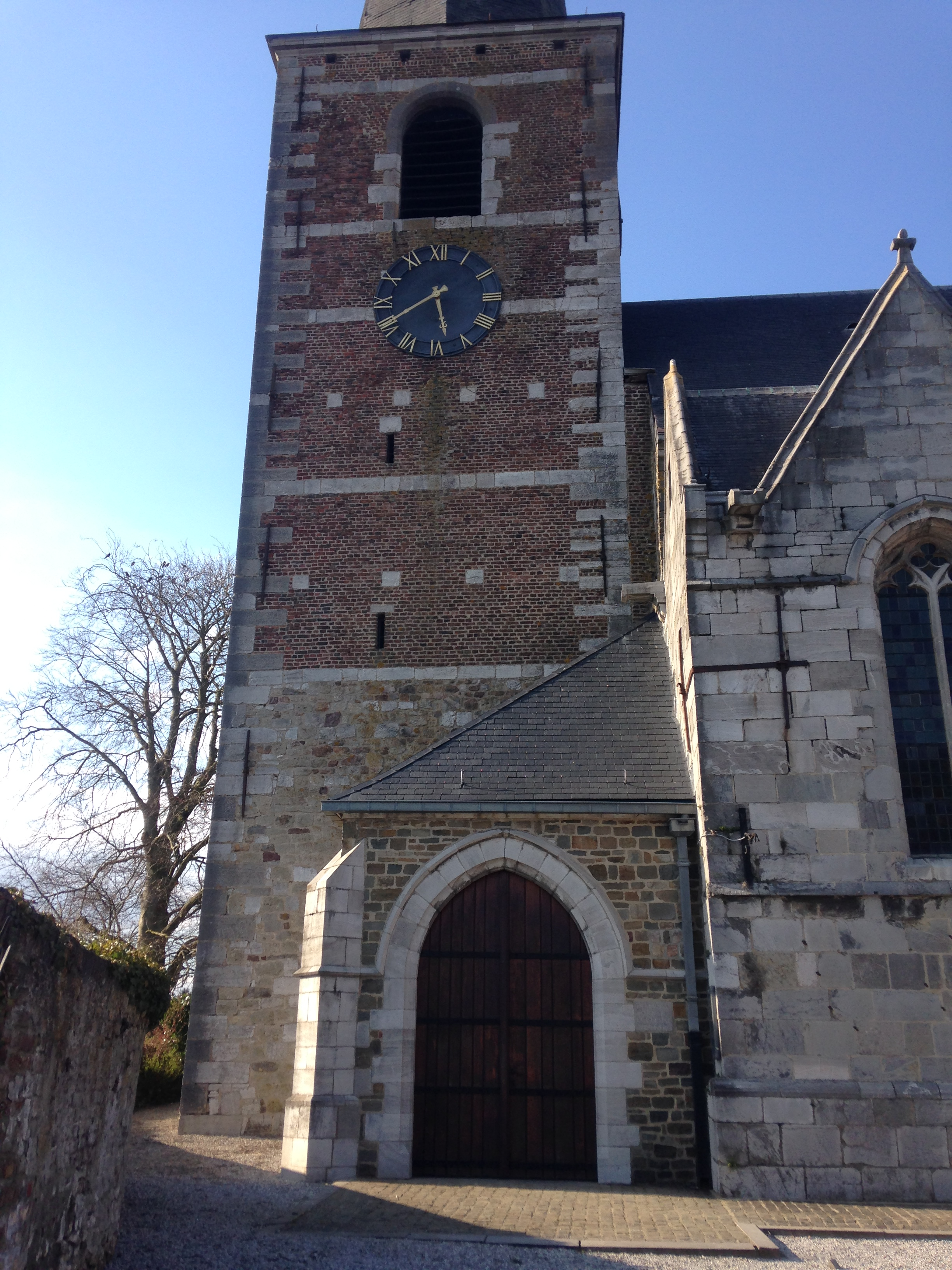
Entrée de l'église.
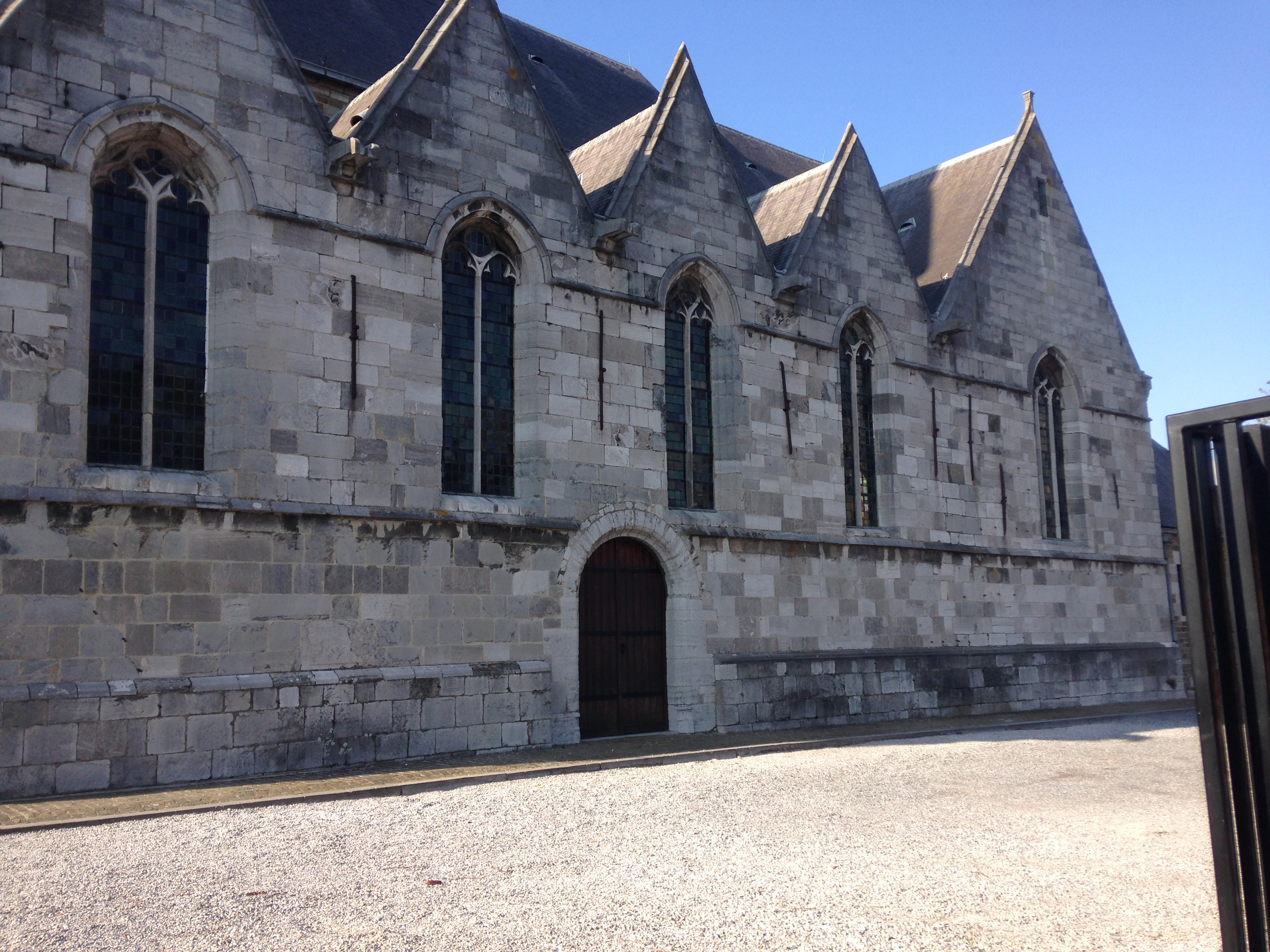
Côté de l'église.
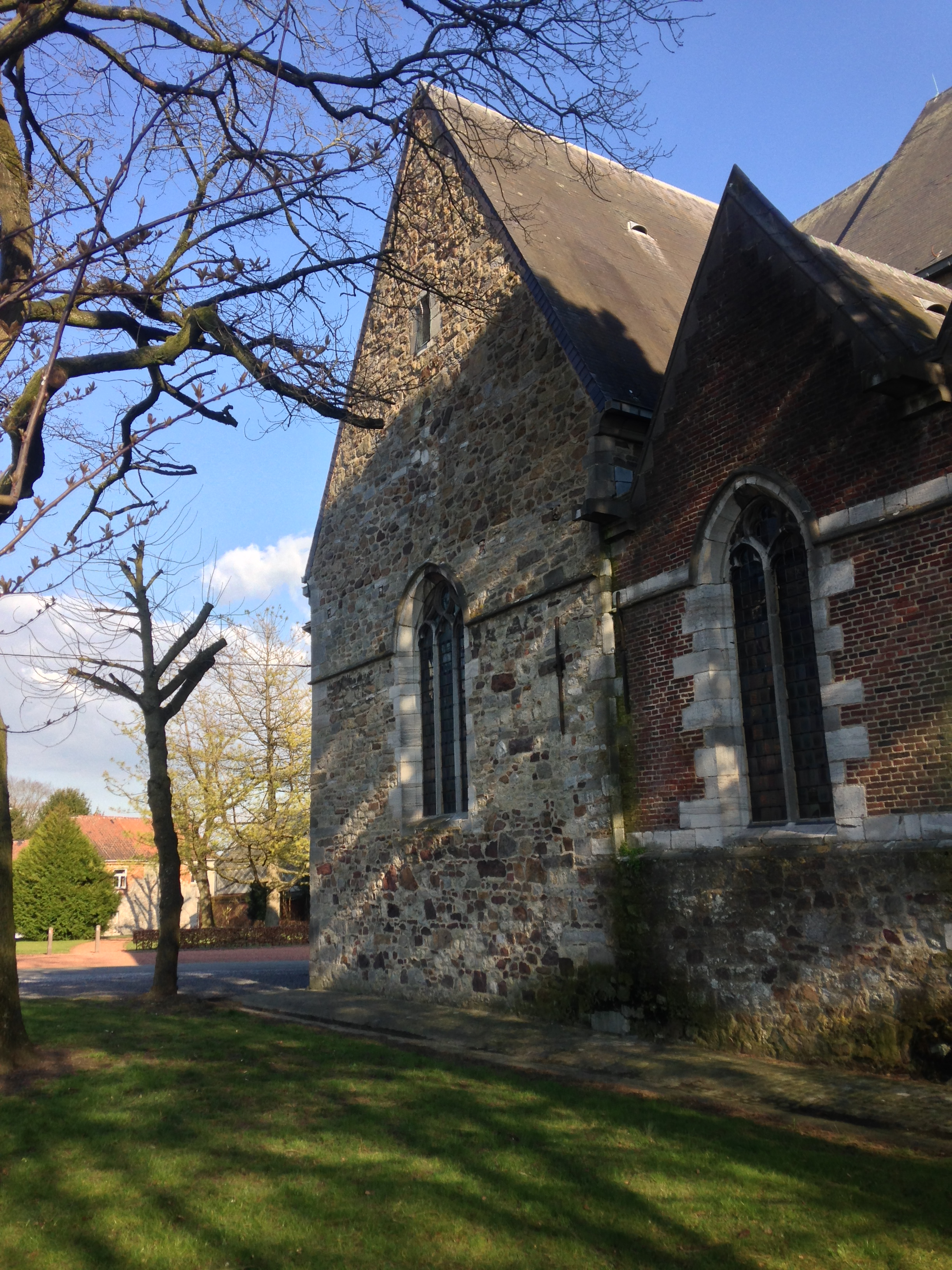
Arrière de l'église.
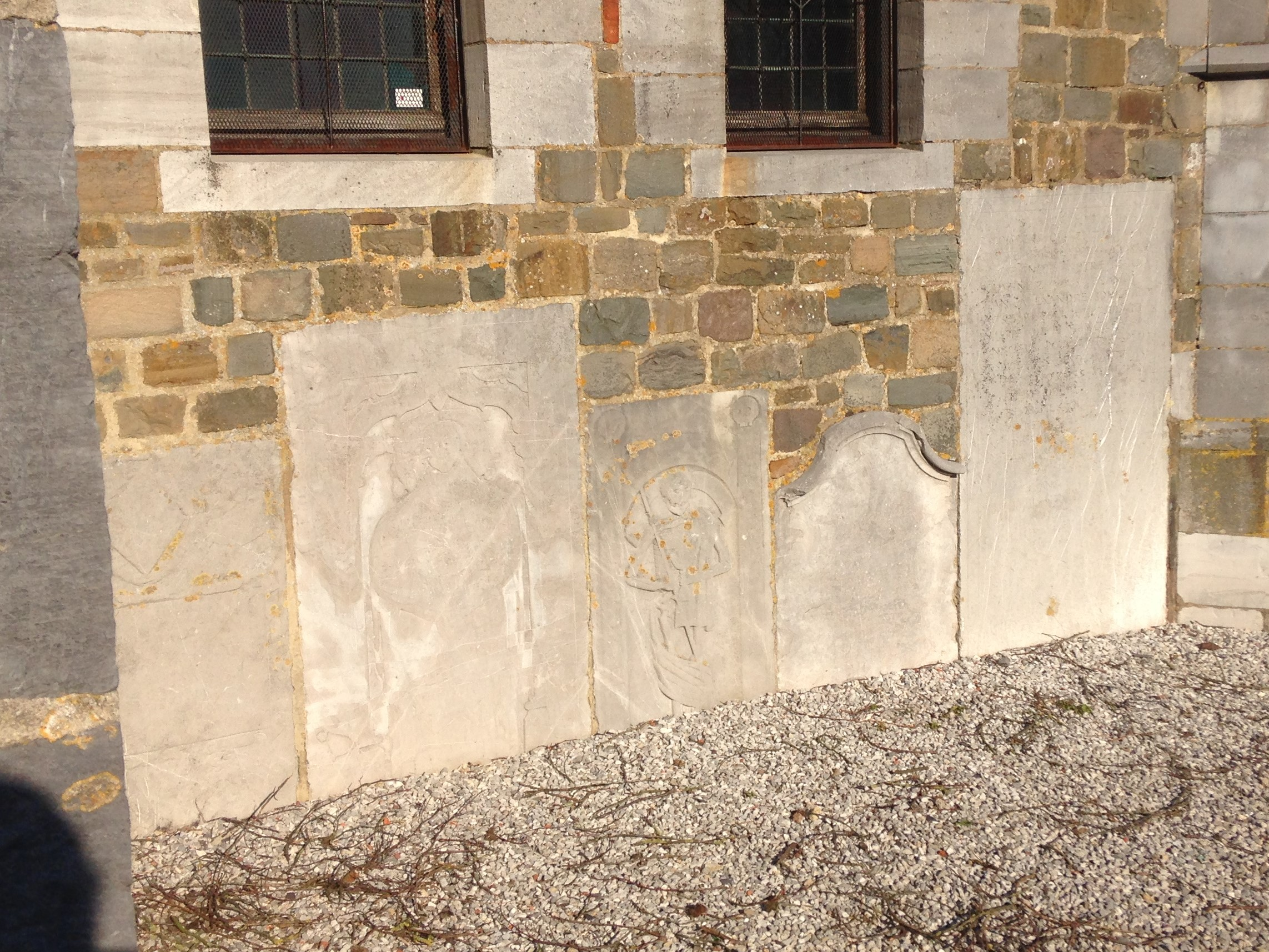
Pierres tombales dans le mur de l'église.
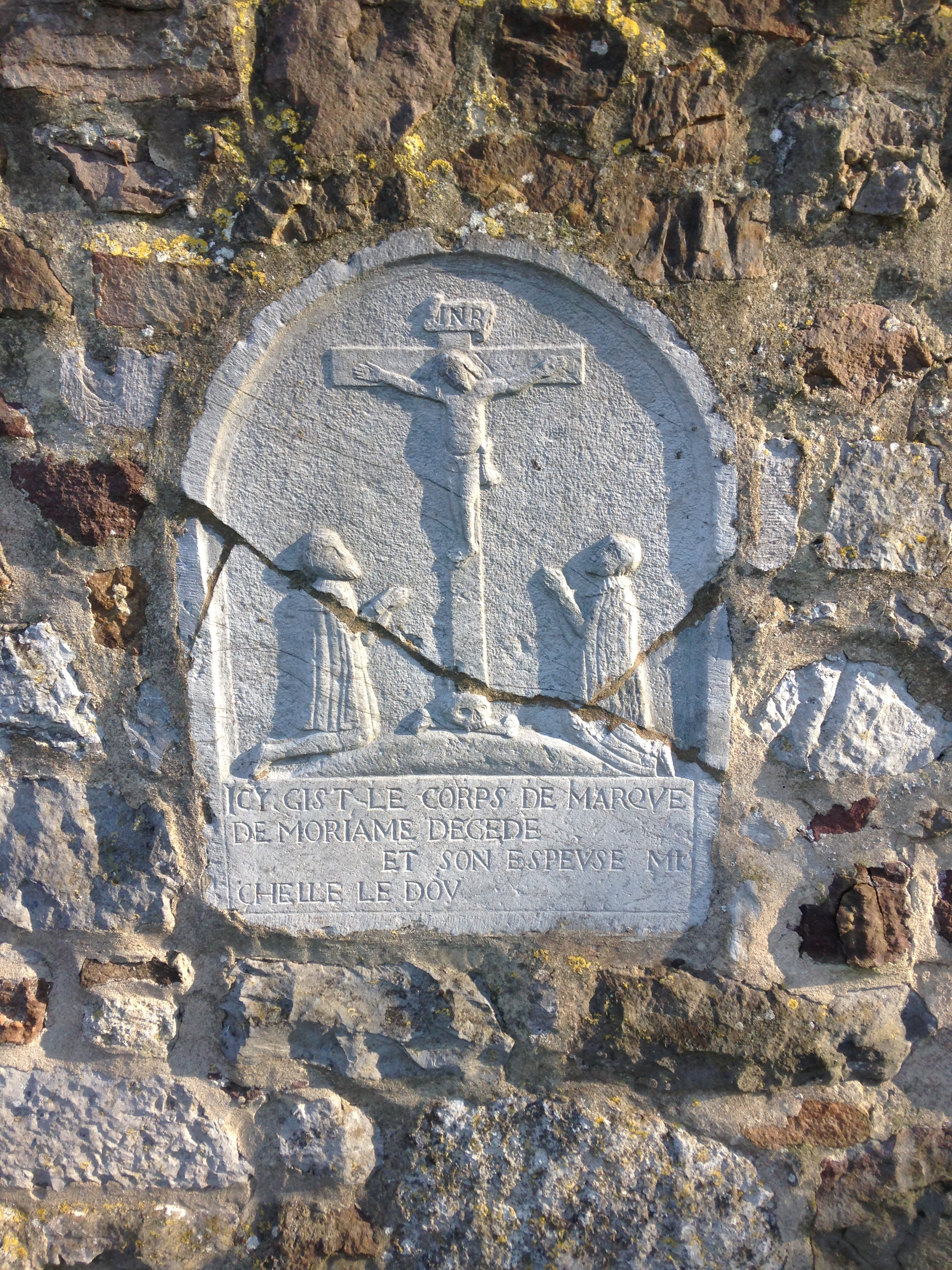
Autre pierre tombale dans le mur de l'église.
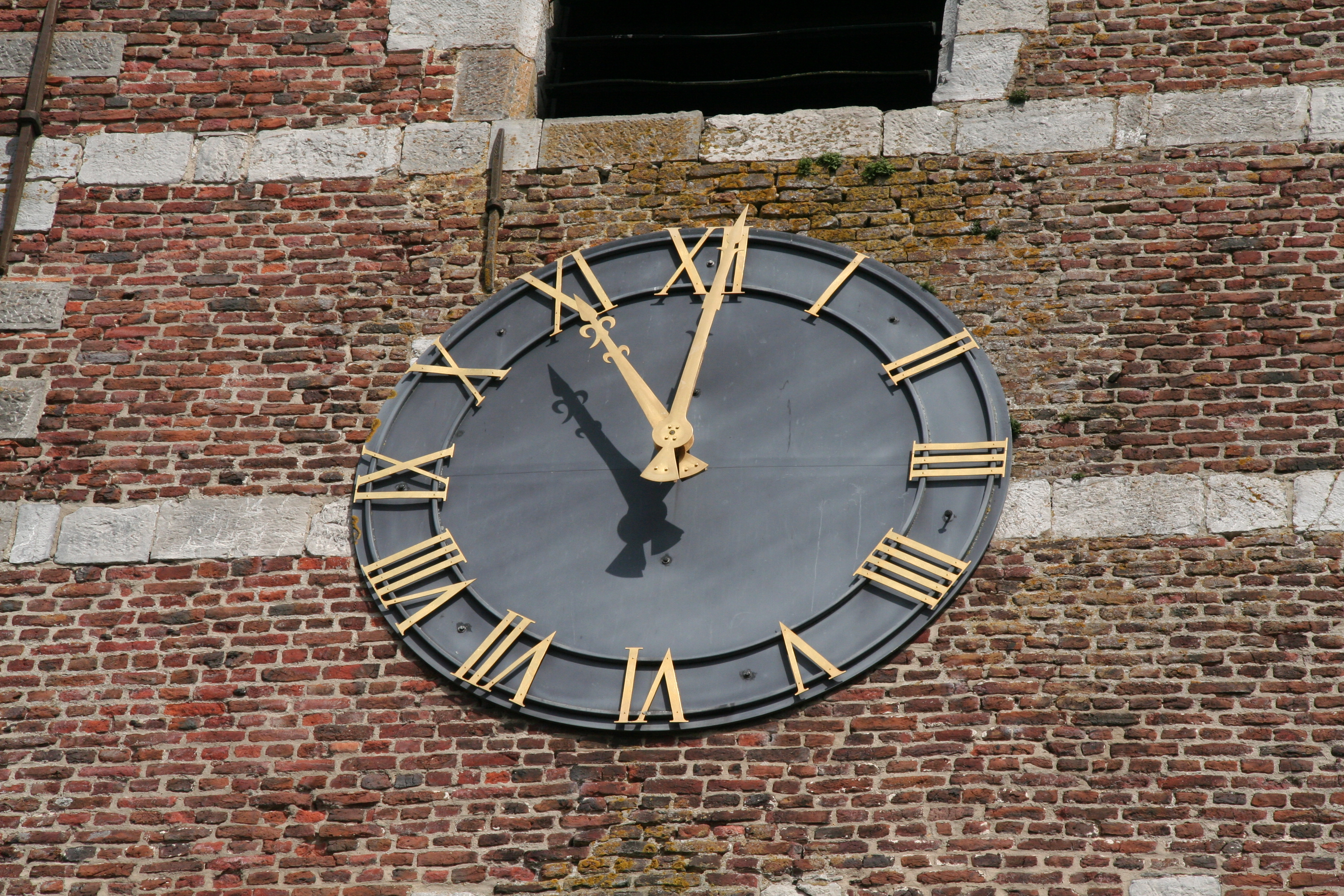
L'horloge.
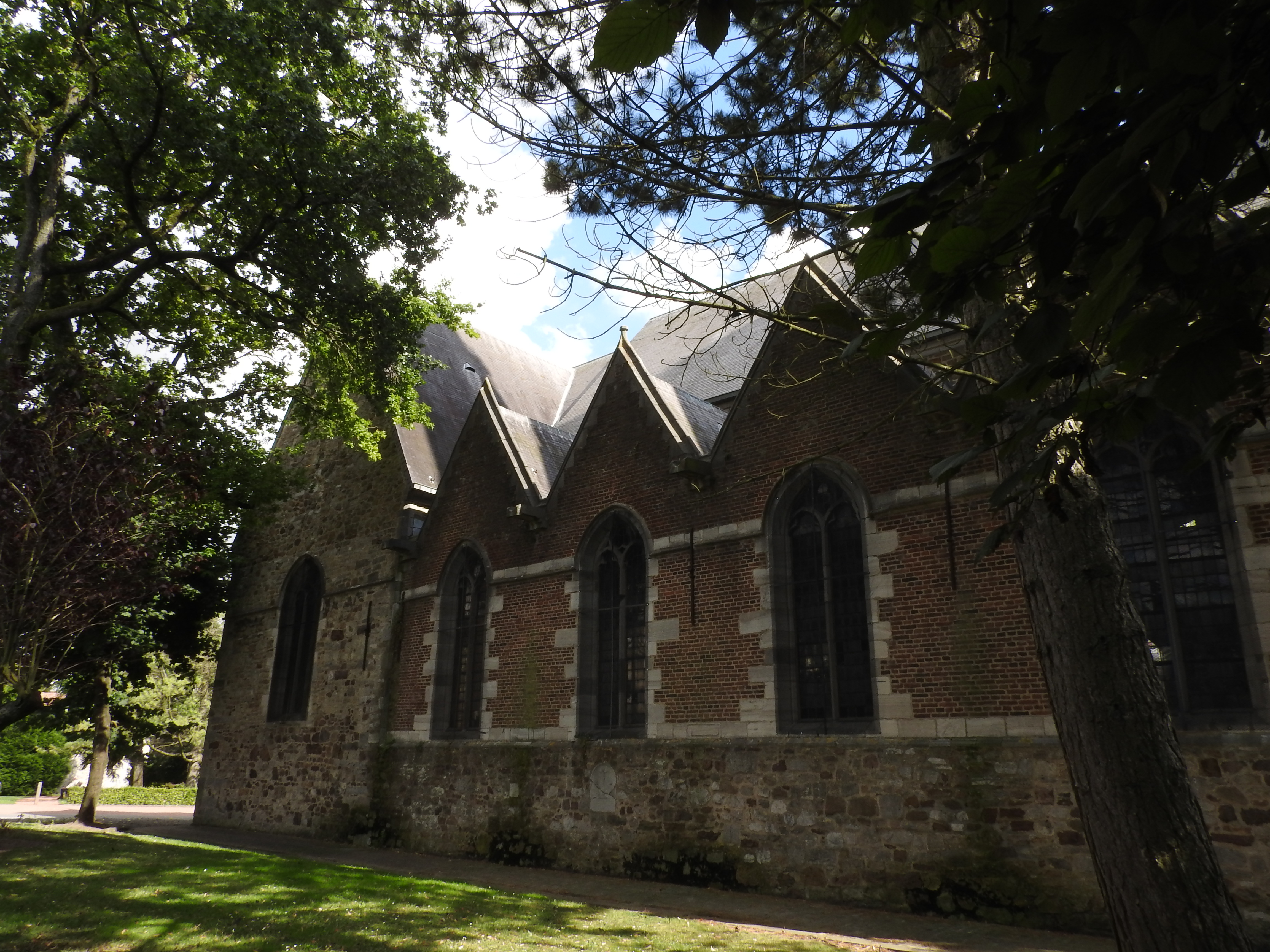
Extérieur.
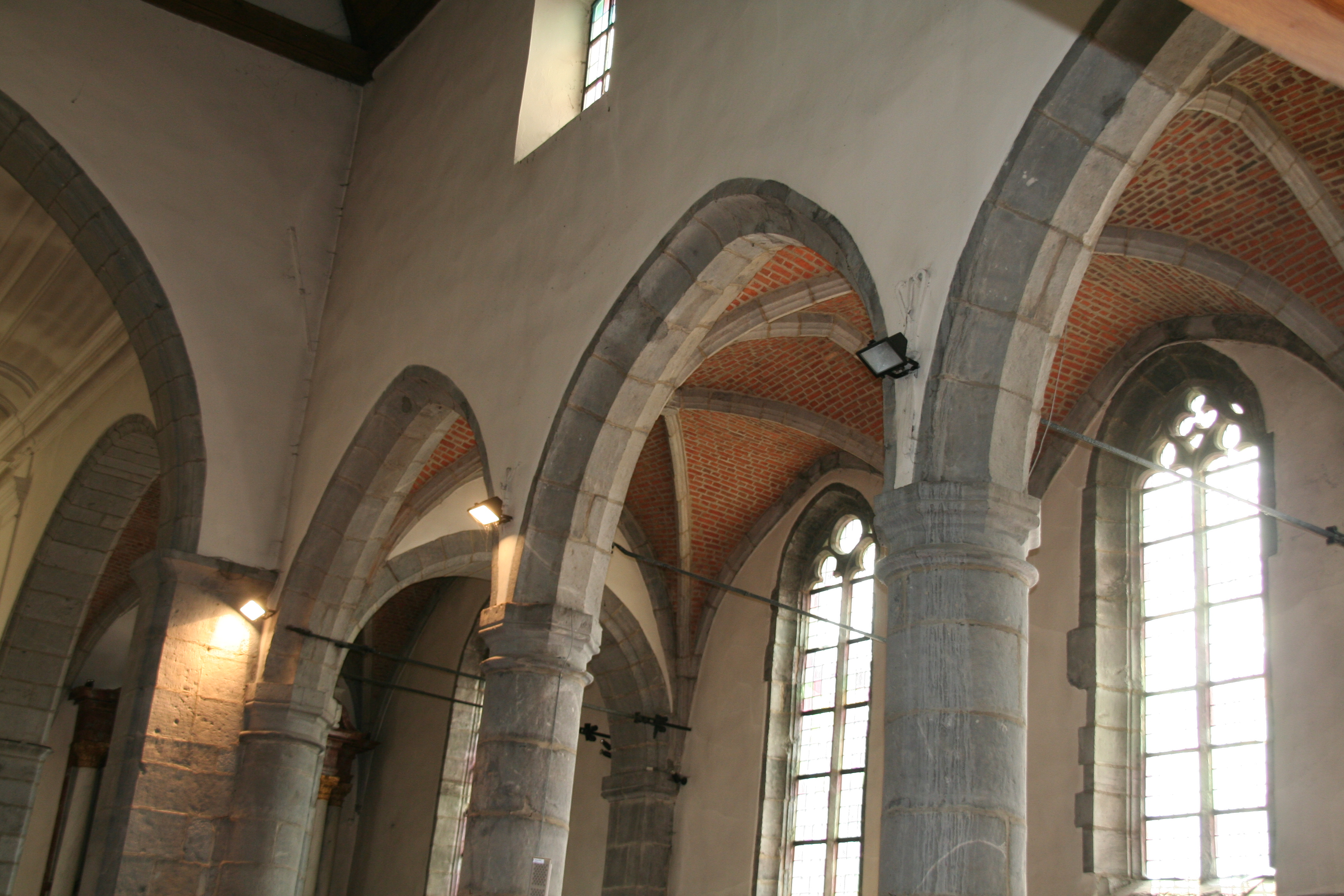
L'intérieur.
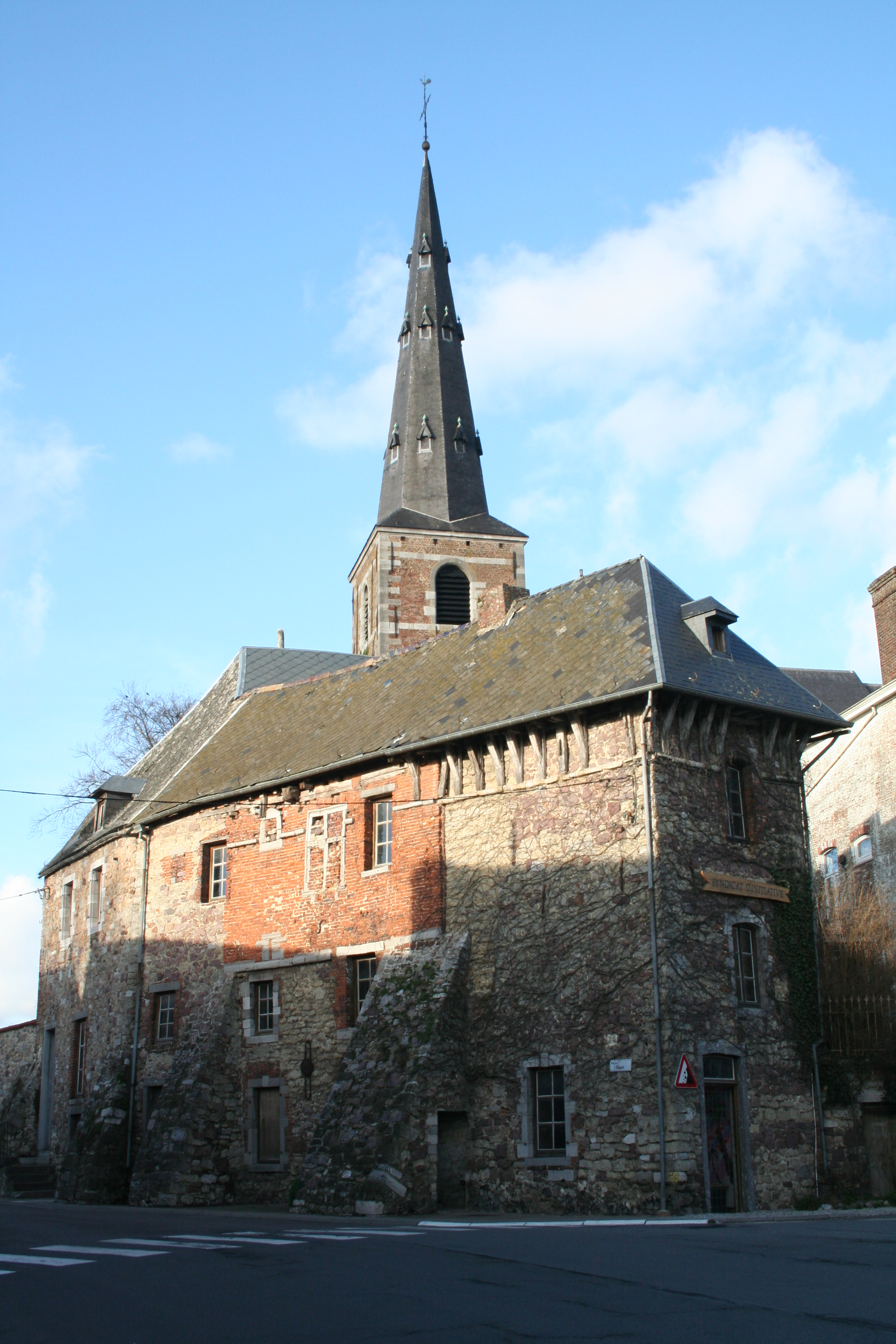
L'église et la Maison forte.
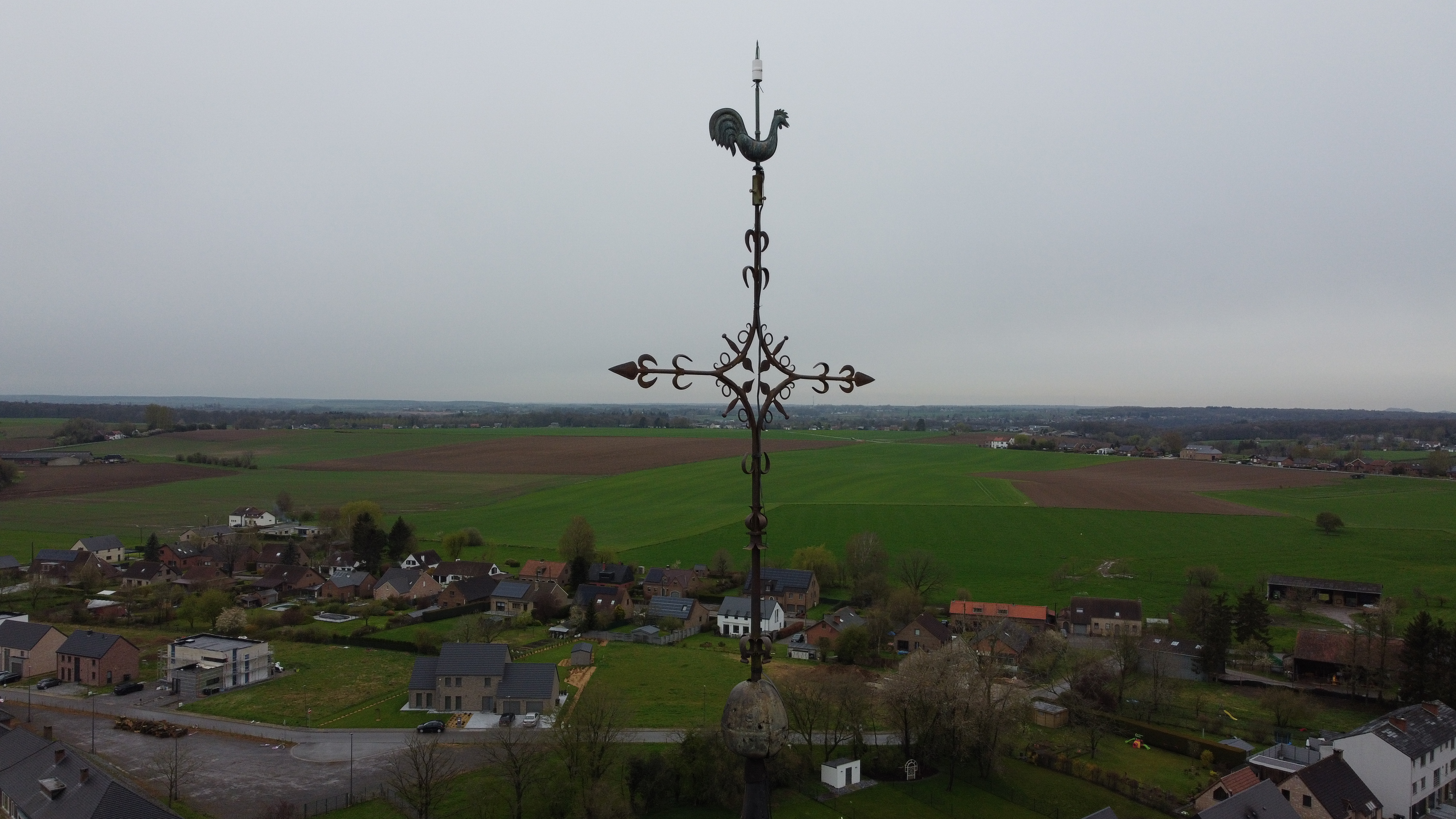
Croix du clocher.
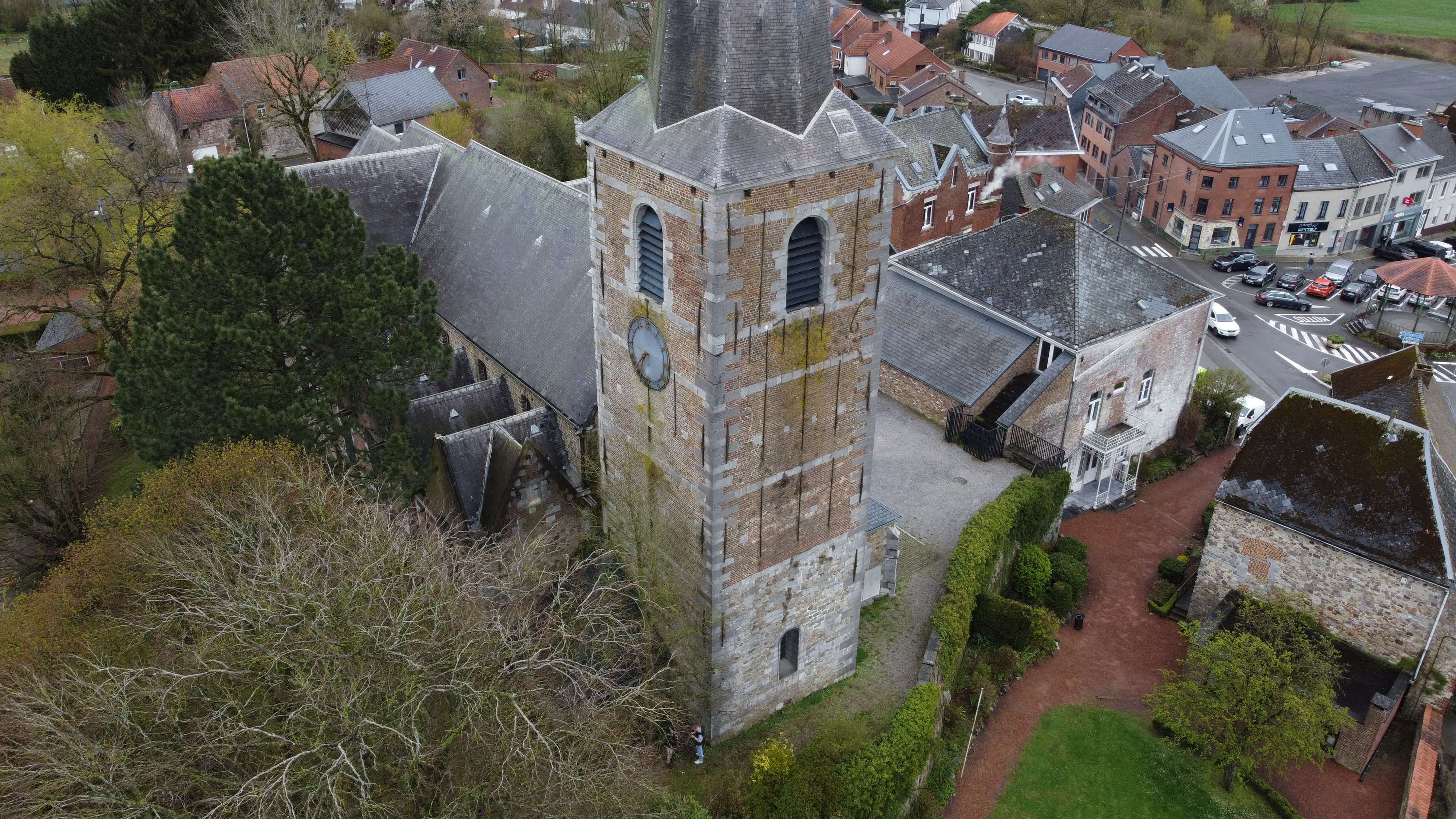
Vue aérienne de l'église.